# Erasure (альбом)
Erasure — сьомий студійний альбом англійської групи Erasure, який був випущений 24 жовтня 1995 року.

## Композиції
1. Intro: Guess I'm Into Feeling - 3:38
2. Rescue Me - 6:10
3. Sono Luminus - 7:51
4. Fingers & Thumbs (Cold Summer's Day) - 6:44
5. Rock Me Gently - 10:01
6. Grace - 5:54
7. Stay With Me - 6:43
8. Love The Way You Do So - 6:43
9. Angel - 5:32
10. I Love You - 6:29
11. A Long Goodbye - 5:34

## Учасники запису
- Вінс Кларк - вокал
- Енді Бел - синтезатор, басс

## Чарти
| Чарт (1995)                                  | Найвища позиція |
| -------------------------------------------- | --------------- |
| Australian Albums (ARIA)                     | 175             |
| Австрія Austrian Albums (Ö3 Austria)         | 33              |
| Канада Canada Top Albums/CDs (RPM)           | 43              |
| European Albums (Music & Media)              | 80              |
| Німеччина German Albums (Offizielle Top 100) | 87              |
| Шотландія Scottish Albums (OCC)              | 25              |
| Швеція Swedish Albums (Sverigetopplistan)    | 26              |
| Велика Британія UK Albums (OCC)              | 14              |
| UK Independent Albums (OCC)                  | 2               |
| США Billboard 200                            | 82              |

## Сертифікації
| Регіон                                                      | Сертифікація | Продажі |
| ----------------------------------------------------------- | ------------ | ------- |
| Велика Британія (BPI)                                       | Срібний      | 60 000  |
| продажі+прослуховування, що базуються лише на сертифікаціях |              |         |